# Rudolf Majonica
Rudolf Majonica (* 18. Mai 1939 in Westfalen; † 19. Juni 2009 in München) war ein deutscher Schriftsteller und Fotograf.

## Leben
Majonca ging nach einem Philologiestudium nicht in den Schuldienst, sondern widmete sein ganzes Berufsleben dem Medium Buch; nach dem Start als Lektor für Schul- und Kinderbücher wurde er Verlagsleiter u. a. in Häusern für Fotoliteratur und Werke über Kunst bzw. Antiquitäten; durch die Beschäftigung mit dem Foto als Bildungs- und Darstellungsmittel kam er zu einer eigenen Bildsprache; er legte nicht nur eigene Fotolehrbücher vor, er stattete auch mehr als vierzig Bücher teilweise oder ganz mit seinen Fotos aus, die z. T. im eigenen, kleinen Studio, z. T. während seiner weiten Reisen rund um die Welt entstanden.
Majonica verstarb am Abend des 19. Juni 2009 nach langer, schwerer Krankheit.

## Leistungen
Über ein Jahrzehnt, 1980 bis 1990, prägte er wesentlich die Szene der Fotofachliteratur in Deutschland, wofür ihn die Deutsche Gesellschaft für Photographie (DGPh) als Mitglied berief.
Seine eigene literarische Produktion umfasst weit verbreitete Lernspiele (Skandinavien, Südafrika) und Arbeitshefte für den vorschulischen Bereich, Fach- und Lehrbücher über Fotografie und Antiquitäten, preisgekrönte Kinder- und historische Jugendsachbücher.
Für den Bayerischen Rundfunk entwickelte Majonica etwa 40 Fernsehbeiträge – vom Entwurf bis hin zur persönlichen Präsentation vor der Kamera – über Themen der Jugendliteratur wie etwa „Die Darstellung der Antike im Jugendbuch“, „Das dritte Reich in der Jugendliteratur“, „Science fiction im aktuellen Jugendbuch“, „Umwelt und Umweltschutz als Bildungsziele im Jugendbuch“ – jeweils gedreht an inhaltlich relevanten Drehorten.
Zwischendurch vertrat Majonica die Bundesrepublik Deutschland im Exekutivkomitee des International Board on Books for Young People (IBBY); von seinen Versuchen für die Bühne hatte lediglich die Friedhofskomödie „Urnenhalle P – P wie Panther“ einigen Erfolg.

## Werke
- Mengenmeister (Lernspiel) Freising 1972, 12 Auflagen, u. a. Südafrika, Finnland, Schweden
- Mengenlehrling (Lernspiel) Freising/Giengen-Brenz 1974, Zusammenarbeit mit Steiff
- kreuz und quer (Lernspiel) Illustrationen von Annegert Fuchhuber, Freising 1975 Lizenz in Südafrika
- Rätselpeter. Freising 1976, Mal- und Arbeitshefte für den Vorschulbereich, 3 Hefte
- Zauberpeter. Freising 1977, Gebrauchsmusterschutz für KlappAltar-Bindung, 3 Hefte
- Das Geheimnis der Hieroglyphen. Herder, Freiburg 1985 ab 1988 als Taschenbuch bei dtv 14. überarbeitete Auflage Dezember 2007 Lizenz: Niederlande Verlag Pyramide, 3 Auflagen; Auswahlliste zum Deutschen Jugendliteraturpreis; Buch des Monats der Deutschen Akademie für Kinder- und Jugendliteratur
- Mit dem Schiff durch die Wüste. Jugendsachbuch, Herder, Freiburg 1988
- Zecke, Bär und Barnabas. Kinderbuch, Georg Bitter Verlag, Recklinghausen 1988 Kinderbuch des Monats der deutschen Akademie für Kinder- und Jugendliteratur
- Ein Seehund aus Eisen. Die Erfindung des U-Boots. Jugendsachbuch, Herder Freiburg 1987
- Aktfotografie. Fotolehrbuch, Augustus Verlag in der Weltbild GmbH, Augsburg 1990
- People und Porträt. Porträtfotografie Schwarzweiß Fotolehrbuch, Augustus Verlag in der Weltbild GmbH, Augsburg 2002, Übersetzt ins Chinesische, Shanghai 2004
- KüchenAntiquitäten. Battenberg Verlag in der Weltbild Verlags GmbH 1. Auflage Augsburg 1998, 2. Auflage für den WeltbildKatalog 2000, 3. erheblich erweiterte Auflage, München 2002
- Mago und der große graue Elefant. Bilderbuch im Pattloch Verlag, München 2003 Bilderbuch des Monats der Deutschen Akademie für Kinder- und Jugendliteratur

| Personendaten    | Personendaten                         |
| ---------------- | ------------------------------------- |
| NAME             | Majonica, Rudolf                      |
| KURZBESCHREIBUNG | deutscher Schriftsteller und Fotograf |
| GEBURTSDATUM     | 18. Mai 1939                          |
| GEBURTSORT       | Westfalen                             |
| STERBEDATUM      | 19. Juni 2009                         |
| STERBEORT        | München                               |